# Breitenbach, Bas-Rhin
 Breitenbach là một xã thuộc tỉnh Bas-Rhin trong vùng Grand Est đông bắc Pháp.